# Włodzimierz Stożek
Włodzimierz Stożek, né le 23 juillet 1883 à Jovkva mort le 4 juillet 1941 à Lwów, est un mathématicien polonais de l'École mathématique de Lwów.
Włodzimierz Stożek a fait ses études à l'université Jagellonne de Cracovie et à l'université de Göttingen. Il est devenu directeur de la Faculté de mathématiques de l'École polytechnique de Lwów. Il a eu pour élève Stanisław Ulam.
Durant la Seconde Guerre mondiale, il a été arrêté et assassiné par la Gestapo, en compagnie de ses deux fils : Eustachy, ingénieur de 29 ans et Emanuel de 24 ans, diplômé de l'Institut de Technologie, le 3 ou 4 juillet à Lviv, lors du massacre des professeurs de Lwow.